# Brännö
Brännö is een plaats en eiland in de gemeente Göteborg in het landschap Västergötland en de provincie Västra Götalands län in Zweden. De plaats heeft 698 inwoners (2005) en een oppervlakte van 81 hectare. Het eiland ligt in het zuidelijke deel van de Göteborg-archipel er zijn verbindingen via een veerboot met het vasteland. Het eiland bestaat op de plaats Brännö na vooral uit kale rotsen, maar er is ook wat landbouwgrond en bos te vinden.